# Vitality Stadium
Das Vitality Stadium, ursprünglich und im Sprachgebrauch oft Dean Court, ist ein Fußballstadion in der südwestenglischen Stadt Bournemouth, Grafschaft Dorset. Die Spielstätte des AFC Bournemouth wurde 1910 eröffnet und bietet 11.307 Zuschauern Platz.

## Geschichte
Die Anlage wurde 1910 fertiggestellt und nach der Familie Cooper-Dean, die das Grundstück zur Verfügung gestellt hatte, Dean Court benannt. Zur Einweihung spielte der AFC Bournemouth gegen die Reservemannschaft des FC Southampton.
2001 wurde die Anlage renoviert, dabei wurde das Spielfeld um 90° gedreht. Das erste Spiel nach dem Umbau fand am 10. November 2001 zwischen dem AFC Bournemouth und dem FC Wrexham statt. 2005 mussten die Cherries das Stadion verkaufen. Der Club und der neue Besitzer Structadene, ein Immobilienunternehmen, vereinbarten einen Rückmietverkauf. Ein Rückkauf ist mehrmals gescheitert.
Die Spielstätte besitzt nach dem letzten Umbau im Sommer 2013 vier überdachte Tribünenränge (zwei Längs- und zwei Hintertortribünen) und bietet Sitzplätze für 11.464 Besucher. Ergänzt wurde die Spielstätte durch den Ted MacDougall Stand mit 2.400 Sitzplätzen. Für die Fans der Gastmannschaft stehen etwa 1.500 Plätze auf einem Teil der Osttribüne bereit. Auf der Haupttribüne befinden sich das Vereinsbüro, der Pressebereich, ein Fitness-Center, der Physiotherapieraum sowie Mannschaftskabinen wie auch V.I.P.-Logen und Konferenzräume.
Seit Dezember 2016 besitzt das Spielfeld einen Hybridrasen. Da der Rückkauf des Dean Court erneut nicht zu Stande gekommen ist, plant der Verein den Bau eines neuen Fußballstadions. Das alte Stadion hat 11.464 Plätze und die zweitkleinste Spielstätte der Premier League. Ein Ausbau des Vitality Stadium käme für den AFC nur mit dem Rückkauf in Frage, aber der Stadionbesitzer und der Club konnten sich nicht einigen. Mit Hilfe der Stadt suchen die Cherries derzeit ein Grundstück für einen Neubau. Die neue Heimstätte sollte zur Saison 2020/21 einsatzbereit sein.
Anfang Oktober 2018 gab der AFC Bournemouth bekannt, dass die Neubaupläne zunächst auf Eis gelegt werden. Der Club und die Aktionäre entschieden den Stadionneubau zu verschieben. Nach einer Analyse der Finanzen, wäre der Bau ein zu großes Risiko. Man will zunächst das Niveau der Mannschaft stabilisieren und wettbewerbsfähig bleiben.

## Sponsorennamen
Von 2001 bis 2010 trug die Anlage den Namen Fitness First Stadium nach dem Fitnessstudio-Betreiber Fitness First Ltd. Im Februar 2010 wurde das CLASSIC Eyes Eye Care Centre durch eine Verlosung offizieller Stadionsponsor und Namensgeber. Der Vertrag lief bis zum Ende der Saison 2010/11. Classic Eyes sorgte neben dem Namen Classic Eyes Stadium für die optometrische Versorgung der Spieler und hielt spezielle Angebote (Kontaktlinsen, Sonnenbrillen etc.) für die Fans des Vereins bereit. Im Juli 2011 erhielt die Spielstätte den Namen Seward Stadium nach dem Sponsor Seward Motor Company, aber bereits 2012 wurde sie in Goldsands Stadium umbenannt.
Mit dem erstmaligen Aufstieg in die Premier League zur Saison 2015/16 erhielt der Dean Court einen Namenssponsoren. Das Gesundheits- und Lebensversicherungsunternehmen Vitality schloss mit dem AFC Bournemouth einen Vertrag über drei Jahre. Der neue Name der Spielstätte lautet Vitality Stadium, die Namensrechte wurden im Dezember 2020 auf Sommer 2023 verlängert. Im Juni 2023 wurde der Vertrag nochmals bis Sommer 2026 verlängert.

## Tribünen
- The C4L Main Stand: West, Sitzplätze, überdacht
- The Aerial Direct Steve Fletcher Stand: Nord, Sitzplätze, überdacht
- The Energy Consulting East Stand: Ost, Sitzplätze, überdacht, Gästefanbereich
- The Colmar Ted MacDougall Stand: Süd, Sitzplätze, überdacht[15][4]

## Zuschauerschnitt und Besucherrekorde
Der Rekordbesuch nach dem Umbau 2001 mit 11.772 Zuschauern datiert vom 21. Juli 2013 beim Freundschaftsspiel gegen Real Madrid. Vor 2001 markierte die Partie der 6. Runde im FA Cup gegen Manchester United am 2. März 1957 mit 28.799 Besuchern den Bestwert.
- 2011/12: 05881 (Football League One)
- 2012/13: 06852 (Football League One)
- 2013/14: 09952 (Football League Championship)
- 2014/15: 10.265 (Football League Championship)
- 2015/16: 11.189 (Premier League)
- 2016/17: 11.382 (Premier League)
- 2017/18: 10.641 (Premier League)
- 2018/19: 10.532 (Premier League)
- 2019/20: 10.510 (Premier League)
- 2020/21: Nicht angegeben (COVID-19-Pandemie)
- 2021/22: 09634 (Football League Championship)[4]

## Galerie

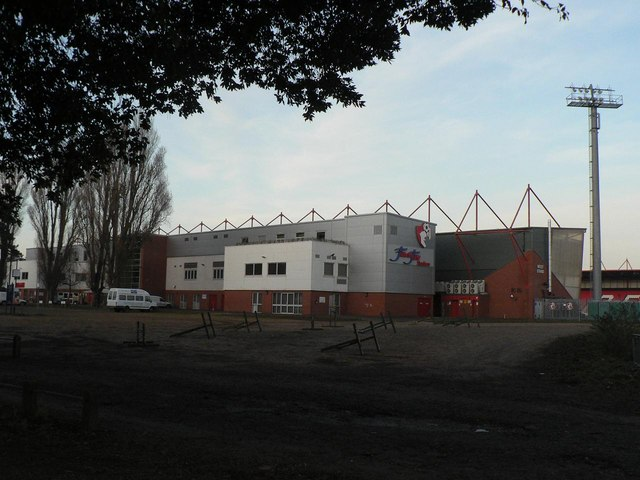
Haupttribüne (2007)
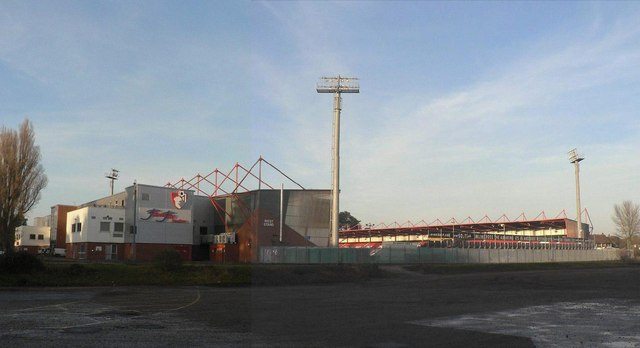
Außenansicht (2007)
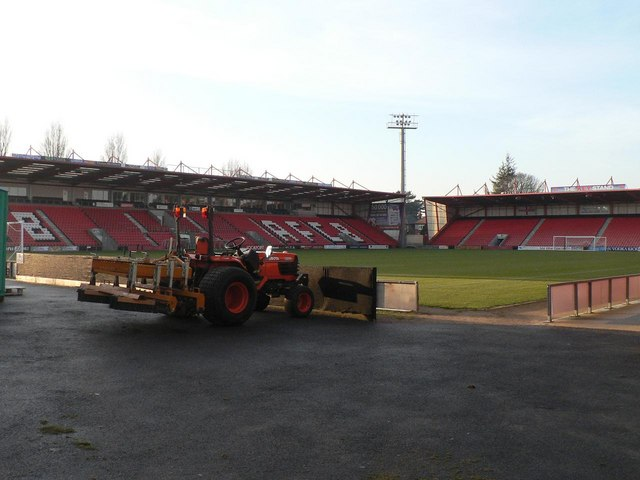
Innenansicht (2007)